# Elipsocidae
Elipsocidae es una familia de piojos de los libros (Psocodea) perteneciente al infraorden Homilopsocidea. Los miembros de esta familia tiene la areola postica libre. Muchas especies son ápteras (carecen de alas). La familia incluye unas 130 especies agrupadas en más de 30 géneros.

## Géneros
Los siguientes 32 géneros pertenecen a la familia Elipsocidae:
- Antarctopsocus c g
- Ausysium c g
- Clinopsocus c g
- Cuneopalpus Badonnel, 1943 i c g b
- Diademadrilus c g
- Drymopsocus Smithers, 1963 c g
- Elipsocus Hagen, 1866 i c g b
- Euryphallus c g
- Gondwanapsocus c g
- Hemineura c g
- Kilauella c g
- Metelipsocus c g
- Nepiomorpha Pearman, 1936 i c g
- Nothopsocus c g
- Onychophallus c g
- Paedomorpha c g
- Palistreptus c g
- Palmicola Mockford, 1955 i c g
- Pentacladus c g
- Prionotodrilus c g
- Propsocus McLachlan, 1866 i c g b
- Pseudopsocus c g
- Psocophloea c g
- Reuterella Enderlein, 1903 i c g b
- Roesleria c g
- Sandrapsocus c g
- Sinelipsocus c g
- Spilopsocus c g
- Telmopsocus c g
- Villopsocus c g
- Weddellopsocus c g
- Yuntapsocus c g

Fuentes de información: i = ITIS, c = Catalogue of Life, g = GBIF, b = Bugguide.net